# R.I.O.
R.I.O é um projeto de música eletrônica alemão criado pelos mesmos membros da banda Cascada. Com vocal de Neal Antone Dyer, o projeto faz muito sucesso na Europa com os hits "When The Sun Comes Down" e "Shine On", atingindo altas posições nas rádios europeias. Em 2012, Dyer deixou o projeto.

## De Janeiro
"De Janeiro" foi o primeiro single da banda, fazendo uma homenagem ao Rio de Janeiro, atingindo altas posições nas paradas europeias junto com  "Shine On" e "When the Sun Comes Down".

## Discografia

### Álbuns

#### álbuns de estúdio
| Título                                 | Detalhes                                                                                       | posições | posições | posições |
| Título                                 | Detalhes                                                                                       | GER      | AUT      | SWI      |
| -------------------------------------- | ---------------------------------------------------------------------------------------------- | -------- | -------- | -------- |
| Shine On (The Album)                   | - Lançado: 19 de Fevereiro de 2010 - Editora: Zooland Records - Formatos: CD, download digital | —        | —        | —        |
| Sunshine                               | - Lançado: 13 de Maio de 2011 - Editora: Zoo Digital - Formatos: CD, download digital          | —        | —        | 49       |
| Turn This Club Around                  | - Lançado: 2 de Dezembro de 2011 - Editora: Kontor Records - Formatos: CD, download digital    | —        | —        | 80       |
| Turn This Club Around (Deluxe Edition) | - Publicado: 24 de agosto 2012 - Marchamo: Kontor Records - Formatos: CD, download digital     | 66       | 29       | 28       |
| Ready or Not                           | - Publicado: 10 de Maio 2013 - Marchamo: Kontor Records - Formatos: CD, download digital       | 47       | 26       | 4        |

#### Compilações
| Título        | Detalhes                                                                                 | posições | posições | posições |
| Título        | Detalhes                                                                                 | GER      | AUT      | SWI      |
| ------------- | ---------------------------------------------------------------------------------------- | -------- | -------- | -------- |
| Greatest Hits | - Lançado: 20 de julho 2012 - Editora: Spinnin' Records - Formatos: CD, download digital | —        | —        | —        |

### Singles

#### como artista principal
| Ano  | Single                                               | Posição nas paradas | Posição nas paradas | Posição nas paradas | Posição nas paradas | Posição nas paradas | Posição nas paradas | Posição nas paradas | Álbum                                  |
| Ano  | Single                                               | GER                 | AUT                 | FRA                 | NL                  | SWE                 | SWI                 | UK                  | Álbum                                  |
| ---- | ---------------------------------------------------- | ------------------- | ------------------- | ------------------- | ------------------- | ------------------- | ------------------- | ------------------- | -------------------------------------- |
| 2007 | "De Janeiro / R.I.O."                                | —                   | —                   | —                   | 14                  | —                   | —                   | —                   | Shine On (The Album)                   |
| 2008 | "Shine On"                                           | 25                  | 21                  | 8                   | 43                  | 10                  | 17                  | —                   | Shine On (The Album)                   |
| 2008 | "When the Sun Comes Down"                            | 63                  | 54                  | —                   | 22                  | —                   | 62                  | —                   | Shine On (The Album)                   |
| 2009 | "After the Love"                                     | 65                  | 41                  | —                   | 66                  | —                   | —                   | —                   | Shine On (The Album)                   |
| 2009 | "Serenade"                                           | 97                  | —                   | —                   | —                   | —                   | —                   | —                   | Shine On (The Album)                   |
| 2010 | "Something About You / Watching You" (feat. Liz Kay) | —                   | —                   | —                   | —                   | —                   | —                   | —                   | Shine On (The Album)                   |
| 2010 | "One Heart"                                          | —                   | —                   | —                   | 68                  | —                   | —                   | —                   | Shine On (The Album)                   |
| 2010 | "Hot Girl"                                           | —                   | —                   | —                   | 90                  | —                   | —                   | —                   | Shine On (The Album)                   |
| 2011 | "Like I Love You"                                    | 31                  | 35                  | —                   | 29                  | —                   | 69                  | —                   | Sunshine                               |
| 2011 | "Miss Sunshine"                                      | 50                  | 44                  | —                   | 54                  | —                   | 43                  | —                   | Sunshine                               |
| 2011 | "One More Night"                                     | —                   | —                   | —                   | —                   | —                   | —                   | —                   |                                        |
| 2011 | "Turn This Club Around" (feat. U-Jean)               | 3                   | 5                   | 96                  | 43                  | —                   | 1                   | 36                  | Turn This Club Around                  |
| 2011 | "Animal" (feat. U-Jean)                              | 48                  | 33                  | 111                 | 47                  | —                   | 51                  | —                   | Turn This Club Around                  |
| 2012 | "Party Shaker" (feat. Nicco)                         | 10                  | 10                  | 5                   | 29                  | —                   | 6                   | —                   | Turn This Club Around (Deluxe Edition) |
| 2012 | "Summer Jam" (feat. U-Jean)                          | 7                   | 2                   | 92                  | —                   | —                   | 2                   | —                   | Turn This Club Around (Deluxe Edition) |
| 2013 | "Living in Stereo" (feat. Howard Glasford)           | 70                  | 42                  | —                   | —                   | —                   | 32                  | —                   | Ready or Not                           |
| 2013 | "Ready Or Not" (feat. U-Jean)                        | 54                  | 40                  | —                   | —                   | —                   | 64                  | —                   | Ready or Not                           |
| 2013 | "Megamix"                                            | 19                  | 19                  | —                   | —                   | —                   | —                   | —                   |                                        |
| 2013 | "Komodo (Hard Nights)" (feat. U-Jean)                | —                   | —                   | —                   | —                   | —                   | —                   | —                   |                                        |

### Como artista convidado
| Ano  | Single                               | Álbum       |
| ---- | ------------------------------------ | ----------- |
| 2011 | "Night Nurse" (Cascada feat. R.I.O.) | Original Me |